# Alexander Černý
Alexander Černý (* 21. května 1953 Olomouc) je český politik, v letech 2002 až 2021 poslanec Poslanecké sněmovny PČR, v letech 2000 až 2020 zastupitel Olomouckého kraje, člen KSČM.

## Vzdělání, profese a rodina
Absolvoval průmyslovou školu elektrotechnickou a pak absolvoval roční kurz v důstojnické škole letecké. V roce 1979 dostudoval Vysokou školu politickou v Bratislavě. Doktorát získal v roce 1982 rovněž v Bratislavě. Byl vojákem z povolání a do roku 1990 zastával různé funkce v Československé lidové armádě.
S manželkou Táňou vychoval dceru Andreu a syna Davida.

## Politická kariéra
Od roku 1990 byl profesionálním zaměstnancem KSČM. Dlouhodobě je aktivní v místní politice. V komunálních volbách roku 1994, komunálních volbách roku 1998, komunálních volbách roku 2002 a komunálních volbách roku 2010 byl zvolen do zastupitelstva města Olomouc za KSČM. Profesně se k roku 1998 uvádí jako předseda OV KSČM. Je rovněž členem Ústředního výboru KSČM a členem Výkonného výboru ÚV KSČM.
Působil také na krajské úrovni. V krajských volbách roku 2000 a opětovně v krajských volbách roku 2004, krajských volbách roku 2008 a krajských volbách roku 2012 byl zvolen do Zastupitelstva Olomouckého kraje za KSČM. Ve volbách v roce 2016 byl opět lídrem kandidátky KSČM v Olomouckém kraji a post krajského zastupitele obhájil. Také ve volbách v roce 2020 kandidoval, avšak neuspěl.
Ve volbách v roce 2002 byl zvolen do poslanecké sněmovny za KSČM (volební obvod Olomoucký kraj). Byl členem sněmovního výboru pro obranu a bezpečnost a působil jako 1. místopředseda poslaneckého klubu KSČM. Poslanecký mandát obhájil ve volbách v roce 2006. Stal se místopředsedou výboru pro obranu a nadále působil jako 1. místopředseda poslaneckého klubu KSČM. Opětovně byl do sněmovny zvolen ve volbách v roce 2010. Byl místopředsedou výboru pro obranu a bezpečnost (od roku 2011 samostatného výboru pro obranu) a 1. místopředsedou poslaneckého klubu komunistů.
Ve volbách do Poslanecké sněmovny PČR v roce 2013 kandidoval v Olomouckém kraji jako lídr KSČM a byl zvolen poslancem. Ve stínové vládě KSČM spravoval resort obrany.
Také ve volbách do Poslanecké sněmovny PČR v roce 2017 byl lídrem KSČM v Olomouckém kraji. Získal 1 822 preferenčních hlasů a obhájil tak mandát poslance.
Ve volbách do Poslanecké sněmovny PČR v roce 2021 již nekandidoval.